# Emmanuel Ragondet
Emmanuel Ragondet (ur. 6 sierpnia 1987 roku w La Seyne-sur-Mer) – francuski siatkarz, reprezentacji Francji, grający na pozycji przyjmującego. 

## Sukcesy klubowe
Mistrzostwo Francji:
- 2013
- 2010, 2014, 2015

Superpuchar Francji:
- 2012

Puchar Francji:
- 2013

## Sukcesy reprezentacyjne
Mistrzostwa Europy Kadetów:
- 2005

Mistrzostwa Europy Juniorów:
- 2006

## Nagrody indywidualne
- 2004: Najlepszy przyjmujący Mistrzostw Europy Juniorów
- 2005: Najlepszy zagrywający Mistrzostw Europy Kadetów